# Consell de Ministres d'Espanya (VII Legislatura)

Escut de l'estat espanyol des de 1981.

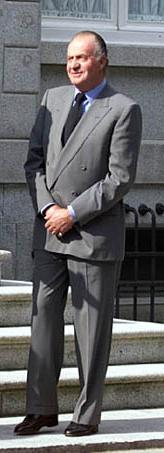
Joan Carles I, rei d'Espanya

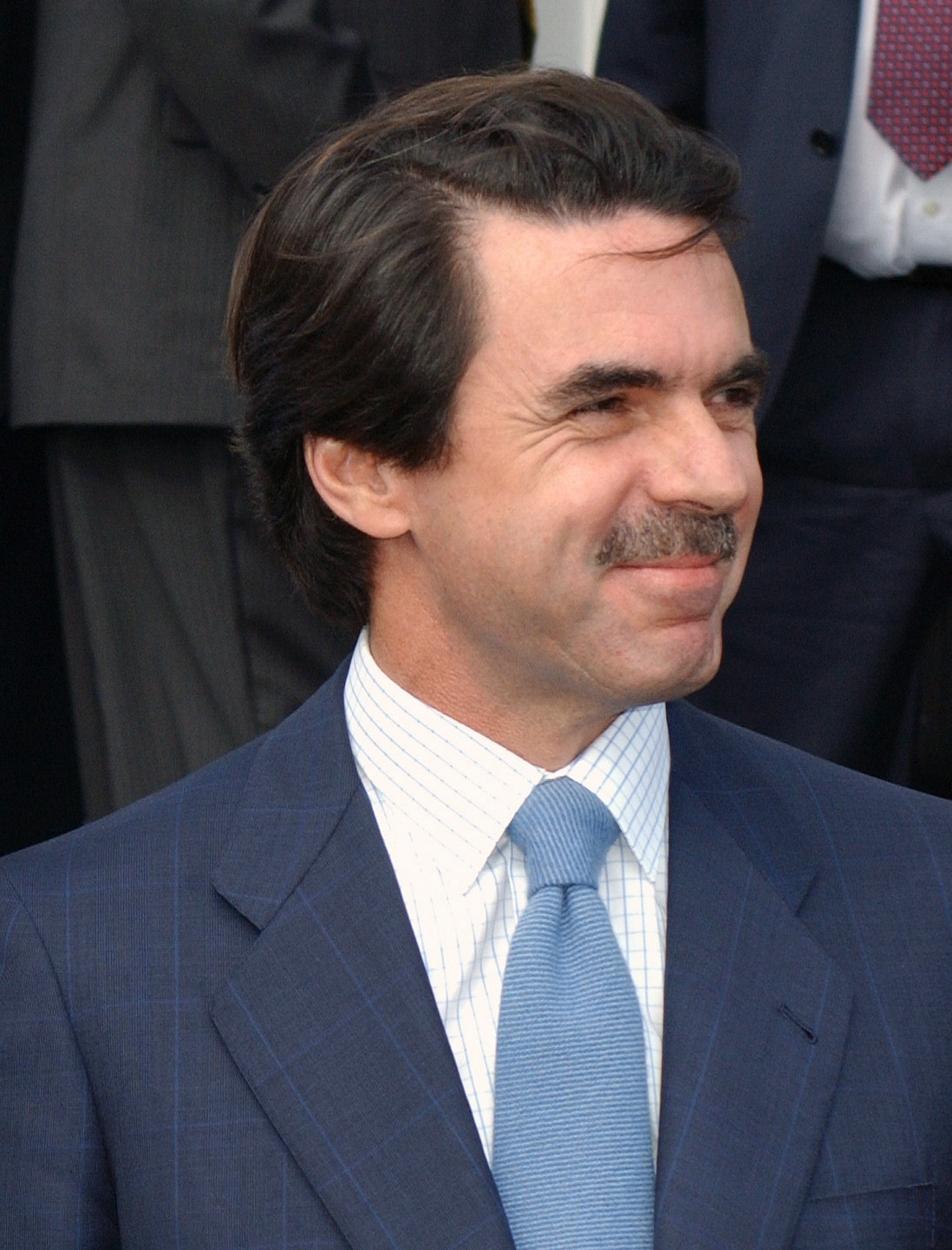
Jose María Aznar, President del Govern d'Espanya.

El Consell de Ministres d'Espanya de la VII Legislatura de l'estat espanyol va ser designat el 28 d'abril de 2000 per José María Aznar, president del govern des que el Partit Popular (PP) guanyara les Eleccions Generals de 2000. va estar constituït fins al 18 d'abril de 2004.
Al marge d'altres canvis puntuals, el Govern va sofrir una àmplia remodelació el 10 de juliol de 2002, que va afectar tots els ministeris excepte Educació, Agricultura, Defensa, Economia, Hisenda i Foment. El 3 de setembre de 2003 la designació de Mariano Rajoy com successor de José María Aznar al capdavant del Partit Popular va provocar un canvi ministerial en dimitir aquest de tota responsabilitat governamental per a centrar-se en el lideratge del Partit Popular. Es van veure afectats, per tant, les vicepresidències i les carteres de Presidència i Interior; a més d'unes altres com Ciència i Tecnologia, el titular de la qual, Josep Piqué i Camps, també va abandonar el gabinet per a centrar-se en el Partit Popular de Catalunya.
President del GovernJosé María Aznar López
Ministres 
Vicepresident Primer del Govern
Mariano Rajoy Brey fins al 3 de setembre de 2003
Rodrigo Rato Figaredo des del 3 de setembre de 2003 fins a l'abril de 2004
Vicepresident Segon del Govern
Rodrigo Rato Figaredo fins al 3 de setembre de 2003
Javier Arenas Bocanegra des del 3 de setembre de 2003 fins a l'abril de 2004
Ministre d'Economia
Rodrigo Rato Figaredo
Ministre/a d'Afers exteriors
Josep Piqué i Camps fins al 10 de juliol de 2002
Ana Palacio Vallelersundi des del 10 de juliol de 2002
Ministre de Justícia
Ángel Acebes Paniagua fins al 10 de juliol de 2002
José María Michavila des del 10 de juliol de 2002
Ministre de Defensa
Federico Trillo-Figueroa Martínez-Conde
Ministre d'Hisenda
Cristóbal Montoro Romero
Ministre de l'Interior
Jaime Mayor Oreja fins al 28 de febrer de 2001
Mariano Rajoy Brey des del 28 de febrer de 2001 fins al 10 de juliol de 2002
Ángel Acebes des del 10 de juliol de 2002
Ministre de Foment
Francisco Álvarez Cascos
Ministra d'Educació, Cultura i Esports
María del Pilar del Castillo Vera
Ministre de Treball i Assumptes Socials
Juan Carlos Aparicio fins al 10 de juliol de 2002
Eduardo Zaplana des del 10 de juliol de 2002
Ministre d'Agricultura, Pesca i Alimentació
Miguel Arias Cañete
Ministre de la Presidència
Mariano Rajoy Brey fins al 28 de febrer de 2001
Juan José Lucas des del 28 de febrer de 2001 fins al 10 de juliol de 2002
Mariano Rajoy Brey des del 10 de juliol de 2002 fins al 3 de setembre de 2003
Javier Arenas Bocanegra des del 3 de setembre de 2003
Ministre d'Administracions Públiques
Jesús Posada fins al 10 de juliol de 2002
Javier Arenas Bocanegra des del 10 de juliol de 2002 fins al 3 de setembre de 2003
Julia García-Valdecasas des del 3 de setembre de 2003
Ministra de Sanitat i Consum
Celia Villalobos fins al 10 de juliol de 2002
Ana Pastor des del 10 de juliol de 2002
Ministre de Medi Ambient
Jaume Matas Palou fins al 3 de març de 2003
Elvira Rodríguez des del 3 de març de 2003
Ministre de Ciència i Tecnologia
Anna Birulés fins al 10 de juliol de 2002
Josep Piqué i Camps des del 10 de juliol de 2002 fins al 4 de setembre de 2003
Juan Costa Climent des del 4 de setembre de 2003